# Heulandite-Ca
L'heulandite-Ca (simbolo IMA: Hul-Ca) è un minerale del gruppo delle zeoliti, all'interno del quale viene collocato nel sottogruppo dell'heulandite; appartiene alla famiglia dei "silicati" e possiede composizione chimica (Ca,Na,K)5(Si27Al9)O72 • 26H2O.
Essendo una zeolite, l'heulandite-Ca appartiene strutturalmente ai tectosilicati.

## Etimologia e storia
L'heulandite fu descritta da Henry James Brooke, che chiamò il minerale in onore del collezionista e commerciante di minerali inglese John Henry Heuland (1778-1856) che l’aveva rinvenuta nell'est dell'Islanda, a Teigarhorn. Il suffisso Ca sta a indicare il catione predominante, in questo caso il calcio, in accordo con la riorganizzazione della nomenclatura delle zeoliti.

## Classificazione
La classica nona edizione della sistematica dei minerali di Strunz, aggiornata dall'Associazione Mineralogica Internazionale (IMA) fino al 2009, l'heulandite-Ca è elencata nella classe "9. Silicati (germanati)" e nella sottoclasse "9.G Tettosilicati con H2O zeolitica; famiglia della zeolite"; questa viene ulteriormente suddivisa in base alla struttura del minerale in modo da trovare l'heulandite-Ca nella sezione "9.GE Catene di tetraedri T10O20" dove insieme a diversi minerali tra cui la clinoptilolite-Ca, clinoptilolite-K, clinoptilolite-Na, heulandite-Ba, heulandite-K, heulandite-Na e heulandite-Sr forma il sistema nº 9.GE.05.
Tale classificazione viene mantenuta anche nell'edizione successiva, proseguita dal database "mindat.org" e chiamata Classificazione Strunz-mindat.
Nella Sistematica dei lapis (Lapis-Systematik) di Stefan Weiß l'heulandite-Ca si trova nella classe dei "silicati" e nella sottoclasse dei "tectosilicati (con zeoliti)"; qui forma il "gruppo delle zeoliti; zeoliti fogliate" con il numero di sistema VIII/J.23 insieme a heulandite-Na, heulandite-K, heulandite-Ba, heulandite-Sr, clinoptilolite-Na, clinoptilolite-K, clinoptilolite-Ca, stilbite-Na, stilbite-Ca, barrerite, stellerite, goosecreekite, epistilbite, brewsterite-Sr e brewsterite-Ba.
Anche la classificazione dei minerali secondo Dana, usata principalmente nel mondo anglosassone, l'heulandite-Ca si trova nella famiglia dei "silicati"; qui è nella classe dei "tectosilicati; gruppo delle zeoliti" e nella sottoclasse delle "zeoliti originali" dove si trova nella sezione dell' "heulandite e specie correlate" dove forma il sistema nº 77.01.04.

## Abito cristallino
L'heulandite-Ca cristallizza nel sistema monoclino nel gruppo spaziale C2/m (gruppo nº 12) con i parametri reticolari a = 17,73 Å, b = 17,82 Å, c = 7,43 Å e β = 116,33°, oltre ad avere 2 unità di formula per cella unitaria.

## Origine e giacitura
L'heulandite-Ca è tra le varie heulanditi forse la più comune ed è pertanto stata trovata in molti siti sparsi per il mondo.
Qui si rammenta solo la sua località tipo, nell'area di Strathclyde in Scozia.

## Forma in cui si presenta in natura
L'heulandite-Ca si presenta in prismi rombici, o cristalli tabulari granulari o massivi, ma spesso anche in aggregati curvi.
Il minerale è trasparente con lucentezza da perlacea a vitrea; il colore può essere bianco, rosso, giallo, marrone, verde, ma anche incolore, mentre il colore del suo striscio è bianco.

## Proprietà
L'heulandite-Ca è solubile negli acidi e le analisi chimiche hanno dimostrato che il rapporto silicio/alluminio all'interno del minerale è inferiore a 4. Alla luce ultravioletta a onde corte assume color rosso, mentre alla luce ultravioletta a onde lunghe il colore diventa blu-verdastro.